# TV Ponta Negra
TV Ponta Negra é uma emissora de televisão brasileira sediada em Natal, capital do estado do Rio Grande do Norte. Opera no canal 13 (36 UHF digital), e é afiliada ao SBT, sendo pertencente ao Sistema Ponta Negra de Comunicação. Seus estúdios estão localizados no bairro de Lagoa Seca, e a sua antena de transmissão está no Parque das Dunas, no Tirol.

## História
Em 1986, o então senador Carlos Alberto de Sousa, recebeu do Governo Federal a concessão do canal 13 VHF de Natal. Ali foi dado o primeiro passo para a implantação da TV Ponta Negra. Após isso, Carlos Alberto começou a construir a futura sede da emissora, que inicialmente funcionava em um pequeno prédio embaixo de sua torre de transmissão, no Parque das Dunas.
Após isso, Carlos Alberto procurou uma rede de televisão para sua emissora. Ele escolheu o SBT, diante da grande amizade que ele tinha com o proprietário da emissora, Silvio Santos. A amizade entre os dois era tanta, que Silvio chegou a emprestar equipamentos usados pela TVS Brasília e pela TVS Rio de Janeiro para que a emissora entrasse no ar. Estes equipamentos foram devolvidos seis meses após a inauguração da emissora.[carece de fontes?]
A TV Ponta Negra entrou no ar em 15 de março de 1987, com a transmissão ao vivo da posse do então governador Geraldo Melo. No dia seguinte, a emissora transmitiu os seus primeiros programas: O telejornal Notícias da Cidade, o programa de auditório Programa Carlos Alberto (apresentado pelo proprietário da emissora), e a versão local do jornalístico O Povo na TV. No início de suas atividades, a emissora contava apenas com 20 funcionários. Em abril de 1989, passou a funcionar em uma nova sede no bairro de Lagoa Seca, onde está até hoje.
Em 1990, a filha de Carlos Alberto de Sousa, Micarla de Sousa, passou a atuar na área jornalística da emissora, como repórter e editora dos telejornais. No mesmo ano o Notícias da Cidade deu lugar ao TJ RN. No ano seguinte estreou o Patrulha Policial e a edição local do Aqui Agora. Já em 1995, Micarla assumiu a superintendência do Sistema Ponta Negra de Comunicação, empresa composta pela TV Ponta Negra, rádio 95 FM e a produtora de vídeo Imagem Produções.[carece de fontes?]
Em 20 de junho de 1997, a emissora lançou o site www.tvpontanegra.com.br, sendo uma das primeiras emissoras de TV a terem website no país. Em 22 de dezembro de 1998, o proprietário e fundador da emissora, Carlos Alberto de Sousa, morreu em decorrência de uma leucemia. A sua esposa, Miriam de Sousa, juntamente com suas filhas Micarla e Priscila, assumem o controle da emissora e do Sistema Ponta Negra de Comunicação. Em 1999, estreou o Jornal do Dia, telejornal que vai ao ar nas tardes da emissora.[carece de fontes?]
Em 2000, o Aqui Agora deu lugar ao jornalístico 60 Minutos. Na mesma época, estreou o programa de entretenimento Mais. Em 2006, o Patrulha Policial muda o nome para Patrulha da Cidade. Segundo uma pesquisa feita pelo IBOPE em setembro de 2011, entre o horário das 12h-14h, a TV Ponta Negra passou a liderar a audiência na Grande Natal. No decorrer do dia, a emissora chega a bater por várias vezes a InterTV Cabugi, afiliada da TV Globo no estado.[carece de fontes?]
No dia 27 de janeiro de 2014, o grupo cearense Hapvida comprou 51% das ações da TV Ponta Negra, por um valor estimado em R$ 20 milhões. De acordo com sites especializados, o SBT também entra no negócio comprando 15% das ações, enquanto Fernando Eugênio (ex-superintendente da emissora) ficaria com 5%. A compra da emissora foi o marco inicial do Sistema Opinião de Comunicação.
Com ela, houve a modernização de vários dos equipamentos, bem como a implantação do sinal digital da TV Ponta Negra, que era um dos únicos grandes canais de TV da cidade de Natal que ainda não disponibilizava sinal digital. As primeiras mudanças começaram ainda em 2014, com a aquisição de mochilinks para que fosse possível a realização de externas ao vivo, e com o lançamento do sinal digital em 25 de junho.
Em outubro de 2017, a TV Ponta Negra anuncia novamente a liderança em audiência na faixa 12h-14h no Rio Grande do Norte. Com isso, veio acompanhado uma serie de mudanças na emissora, incluindo o retorno de Priscila de Sousa para o Tudo de Bom e a troca de todos os cenários dos programas, pacotes gráficos e vinhetas. Em novembro, é anunciada a contratação de Vanessa Florêncio, ex-TV Manaíra, para o reforço no jornalismo esportivo do canal.[carece de fontes?]
Em janeiro de 2021, o Sistema Opinião de Comunicação deixou o comando da TV Ponta Negra, e revendeu os 51% das ações que possuía para o Sistema Ponta Negra de Comunicação, que passou a deter novamente o controle acionário da emissora. A informação foi confirmada em 12 de janeiro através de nota enviada ao mercado. Em 28 de março de 2022, em comemoração aos seus 35 anos, a emissora reformulou a programação diária, tendo o retorno de nomes de sucesso para a apresentação dos seus programas, como Lídia Pace e Micarla de Sousa.

## Sinal digital
| Canal virtual | Canal digital | Resolução de tela | Programação                                   |
| ------------- | ------------- | ----------------- | --------------------------------------------- |
| 13.1          | 36 UHF        | 1080i             | Programação principal da TV Ponta Negra / SBT |

A emissora iniciou suas transmissões digitais em 25 de junho de 2014, através do canal 36 UHF para Natal e áreas próximas. Em 26 de março de 2018, a emissora passou a transmitir sua programação em alta definição.
Transição para o sinal digital
Com base no decreto federal de transição das emissoras de TV brasileiras do sinal analógico para o digital, a TV Ponta Negra, bem como as outras emissoras de Natal, cessou suas transmissões pelo canal 13 VHF em 30 de maio de 2018, seguindo o cronograma oficial da ANATEL. O sinal foi cortado às 23h59, durante o Programa do Ratinho, e foi substituído pelo aviso do MCTIC e da ANATEL sobre o switch-off.